# Székely László (díszlettervező)
Székely László (Budapest, 1932. október 2. –) a Nemzet Művésze címmel kitüntetett, Kossuth- és Jászai Mari-díjas magyar díszlettervező, a Budapesti Katona József Színház és a Budapesti Kamaraszínház alapító tagja.

## Életpályája
Oláh Gusztáv mentorálásával 1950-ben sikeres felvételi vizsgát tett az Iparművészeti Főiskolán. 1953-ban azonban – származása miatt – eltávolították. Csak 1959-ben – miután Hincz Gyula festőművész, rektor segítségével rehabilitálták – sikerült folytatnia tanulmányait, amelyeket 1960-ban, közel harmincévesen fejezett be. Első szerződése Egerbe szólította, majd – Vaszy Viktor és Komor István invitálására – 1965-ben Szeged következett, ahol a kőszínházi előadások mellett a szabadtéri játékok produkcióinak díszleteit is tervezhette. Hat év után Szolnok volt a következő állomás. 1978-ban követte Székely Gábort a Nemzeti Színházba, ugyanígy tett a Katona alakulásakor is. 1990-ben visszatért a Nemzetibe, majd 1991-ben a Budapesti Kamaraszínház alapító tagja lett. Szerződésben vagy vendégként díszleteivel találkozhatunk Békéscsabán, Sopronban és újra Szolnokon és Egerben.
A hetvenes évek végén a Képzőművészeti Főiskolán induló díszlet- és jelmeztervező tanszék tanára, később tanszékvezetője lett.
Alkotásaiból több alkalommal rendeztek kiállítást.

## Díszlettervei
A Színházi adattárban regisztrált bemutatóinak száma: 459.
| Székely Gábor Szuhovo-Kobilin: Tarelkin halála Füst Milán: Boldogtalanok; Catullus Shakespeare: Troilus és Cressida; Ahogy tetszik; Coriolanus Bulgakov: Menekülés Major Tamás Molière: Tudós nők Benedek Miklós Kusan: Galócza Kalle Holmberg Strindberg: Az apa Konter László Csehov: Ványa bácsi Bodolay Géza David Hirson: A bohóc Goethe: Faust | Tordy Géza Csehov: Három nővér Markó Iván Seherezádé Juronics Tamás Bartók Béla: A Kékszakállú herceg vára Csiszár Imre Anouilh: Becket avagy Isten becsülete Tasnádi István Molnár Ferenc: A Pál utcai fiúk Balázs Péter Eisemann Mihály: Csókos asszony Beke Sándor Katona József: Bánk Bán Angyal Mária Csajkovszkij: Anyegin |

## Emlékek
| „ | Fiatalságom a háborús készülődések által okozott feszültségek között telt el. Ennek ellenére, szüleim jóvoltából gyermekkorom örömteljesnek mondható. Egy nagy család egyetlen gyermeke voltam, a vele járó összes pozitív élménnyel. Ma már tudom, hogy hatása egész eddigi életemben elkísért. Mint minden fiatal, sok minden akartam lenni – az oroszlánszelídítőtől az orvosprofesszorig. A művészeti témák nem nagyon érdekeltek, bár a rajzolás egész kisgyermekkoromtól nagy kedvvel töltött el. (...) A hetvenes évek elején jelentkezett először az a fiatal rendezői gárda, kiknek törekvése egy új színházi szemlélet kialakítása volt. Munkatársa lehettem többek között Székely Gábornak, Ruszt Józsefnek, Csiszár Imrének, Ascher Tamásnak. | ” |
|   | |   |

## Jellemzése aMagyar színházművészeti lexikonban
„Tervezőművészetére, drámai térépítkezésére az alapos stílus- és drámatörténeti ismeretek, elemző készség, biztos ízlés, a modern színpadtechnika eszközeinek alkotó felhasználása, a világítási effektusok gondos kidolgozása, a térelemekkel, bútorokkal, kellékekkel, színekkel való kifejező erejű kombinációk jellemzők.”

## Elismerései
- Jászai Mari-díj (1973)
- Színikritikusok Díja – A legjobb díszlet (1981)
- Érdemes művész (1984)
- A Magyar Köztársasági Érdemrend kiskeresztje (1994)
- Ostar-díj a Vén Európa Hotel díszlettervéért (1997)[2]
- Kossuth-díj (2012)
- A Nemzet Művésze (2014)